# Lò phản ứng hạt nhân
Lò phản ứng hạt nhân là một thiết bị được dùng để khởi động, duy trì và kiểm soát phản ứng hạt nhân. Trong thực tế có hai loại lò chính.
1. Lò phản ứng hạt nhân phát sinh năng lượng nhiệt là loại lò được dùng để tạo ra nhiệt lượng từ phản ứng hạt nhân diễn ra ở vùng lõi (vùng hoạt) của lò. Đây là loại phổ biến nhất, đến mức "lò phản ứng hạt nhân" thường được hiểu là loại này.
2. Lò phản ứng hạt nhân dùng trong nghiên cứu khoa học hoặc chế tạo đồng vị. Các cơ sở sản xuất đồng vị phóng xạ tiến hành phản ứng hạt nhân trong loại lò này rồi đem tách chiết ra những đồng vị phóng xạ khác nhau và cung cấp cho các cơ sở nghiên cứu khoa học, đo lường, y tế,...

Tại Việt Nam hiện có 1 lò nghiên cứu kiểu IVV-9, đặt tại Viện Nghiên cứu Hạt nhân Đà Lạt. Các lò phát năng lượng đang trong kế hoạch xây dựng tại các nhà máy điện hạt nhân Ninh Thuận.
Nhiên liệu hạt nhân là các đồng vị có khả năng thực hiện phản ứng hạt nhân sinh nhiệt. Trong ứng dụng thực tế hiện nay chỉ có urani 235, urani 233 và plutoni 239 là đồng vị có khả năng xảy ra phản ứng phân hạch hạt nhân kiểm soát được để tạo phản ứng dây chuyền. Phản ứng tổng hợp deuteri→heli sinh nhiệt cao, nhưng chưa kiểm soát được.
Lò phản ứng hạt nhân phát nhiệt thường được sử dụng để cung cấp năng lượng cho nhà máy phát điện, và một số tàu ngầm, tàu sân bay, tàu phá băng,... Điều này thường thực hiện bằng cách sử dụng nhiệt từ phản ứng hạt nhân để sinh hơi nước làm quay tuốc bin hơi nước.
Trong tự nhiên tại các mỏ urani các điều kiện sinh quặng có thể ngẫu nhiên tạo ra vùng nhất định trong tầng quặng urani có hàm lượng đủ giàu và khối lượng đủ lớn để phản ứng dây chuyền hạt nhân tự duy trì xảy ra, tạo ra lò phản ứng phân hạch hạt nhân tự nhiên. Điều này đã xảy ra ở mỏ urani Oklo tại nước Gabon vùng trung châu Phi hồi 1,7 tỷ năm trước đây. Phản ứng dây chuyền hạt nhân đã duy trì trong một vài trăm ngàn năm, đến khi hàm lượng Urani 235 giảm xuống dưới mức khả dĩ để duy trì phản ứng .

## Nguyên tắc hoạt động
Cũng như các nhà máy điện thông thường tạo ra điện bằng cách khai thác năng lượng nhiệt từ việc đốt nhiên liệu hóa thạch, các lò phản ứng hạt nhân biến đổi năng lượng nhiệt phát ra từ phản ứng phân hạch hạt nhân.

Biểu diễn phân hạch của hạt nhân ^{235}U khi hấp thụ một neutron.

### Sự phân hạch
Trong tự nhiên một số hạt nhân đồng vị phóng xạ nặng như Urani 235 hoặc Plutoni 239 có khả năng xảy ra phản ứng phân hạch hạt nhân. Khi một hạt nhân nguyên tử này hấp thụ một neutron, nó chuyển sang trạng thái kích thích với số nguyên tử lượng tăng 1, ví dụ 235U thành 236U, sau đó chia tách thành hai hoặc nhiều hạt nhân nhẹ hơn, giải phóng ra nhiều năng lượng, bức xạ gamma và khoảng 2 - 3 neutron tự do; được gọi chung là sản phẩm phân hạch. Các neutron sinh ra sau mỗi phân hạch lại có thể bị hấp thụ bởi các hạt nhân ở gần đó, làm xảy ra phân hạch tiếp theo và cứ thế, sự phân hạch diễn ra thành phản ứng dây chuyền.
Tùy theo mức độ để thất thoát neutron ra khỏi khối vật liệu phân hạch mà phản ứng dây chuyền diễn ra theo cách khác nhau. Trong thực tế người ta dùng giá trị định lượng bằng số đặc trưng cho số neutron trung bình gây ra được phản ứng kế tiếp trong khối, và gọi là hệ số nhân neutron hiệu dụng K. Hệ số này phụ thuộc các yếu tố gồm khối lượng, mật độ, hình dạng, mức độ làm giàu, độ tinh khiết, nhiệt độ, và môi trường xung quanh. Trong số đó khối lượng có vai trò quan trọng, và khối lượng tối thiểu cần thiết để duy trì phản ứng dây chuyền ổn định gọi là khối lượng tới hạn.
- Phản ứng dây chuyền tự tắt: có K<1, số neutron giữ được trong khối và gây phản ứng ít hơn số cần để duy trì như cũ. Các phản ứng xảy ra ở mức "vết", với số lượng tỷ lệ với khối lượng đồng vị phân hạch có trong khối.
- Phản ứng dây chuyền tự duy trì: có K=1, số neutron giữ được trong khối và gây phản ứng bằng số cần để duy trì phản ứng. Đây là trạng thái cần duy trì trong lò phản ứng hạt nhân.
- Phản ứng dây chuyền bùng nổ: có K>1, số neutron giữ được trong khối và gây phản ứng lớn hơn số cần để duy trì phản ứng, làm cho số phản ứng tăng theo cấp số nhân. Trạng thái này có thể đẩy hệ thống thành mất kiểm soát, dẫn đến bùng nổ, và được ứng dụng trong chế tạo bom hạt nhân.

Trong lò phản ứng thì khối lượng vật liệu phân hạch được bố trí ở mức khối lượng tới hạn, và thực hiện kiểm soát và điều chỉnh về đúng mức K=1 bằng các khối vật liệu của hai dạng tác động tới neutron:
- phản xạ hoặc/và làm chậm neutron để tăng số neutron hoạt động;
- hấp thụ neutron để giảm số neutron hoạt động, thường dùng là than chì.

Thông thường thì khối phản xạ - làm chậm được bố trí cố định ở buồng phản ứng của lò, còn các hấp thụ neutron
được điều chỉnh ở vị trí thích hợp và chính xác. Khi có sự cố thì các khối hấp thụ được đẩy sâu vào vùng vật liệu phân hạch, hấp thụ nhiều neutron, đẩy hệ số về K<1 làm tắt phản ứng.
Các nguyên liệu hấp thụ neutron thường được sử dụng như nước nhẹ (75% các lò phản ứng trên thế giới) than chì rắn (20%) và nước nặng (5%). Beryli cũng đã từng được sử dụng trong một số kiểu thí nghiệm, và hydrocarbon đã từng được đề xuất sử dụng để duy trì trạng thái ổn định.

### Phát nhiệt
Lõi lò phản ứng tạo ra nhiệt theo một số bước sau:
- Động năng của sản phẩm từ phản ứng phân hạch được chuyển đổi thành nhiệt năng khi những hạt nhân đó va chạm vào những nguyên tử gần đó.
- Một số tia gamma tạo ra từ phản ứng phân hạch được lò phản ứng hấp thụ, và năng lượng đó được biến đổi thành nhiệt.
- Nhiệt năng tạo ra từ sự phân rã phóng xạ của sản phẩm và nguyên liệu cho phản ứng nhiệt hạch đó được kích hoạt bởi sự hấp thụ neutron. Nguồn nhiệt phóng xạ đó sẽ còn dư cho trường hợp lò phản ứng tạm ngưng hoạt động.

1 kilogram đồng vị urani-235 (U-235) chuyển đổi qua quá trình phản ứng hạt nhân giải phóng ra xấp xỉ 3 triệu lần lượng năng lượng mà 1 kilogram than đá được đốt cháy một cách thông thường ({\displaystyle 7.2\times 10^{13}} jun/kilogram của uranium-235 so với {\displaystyle 2.4\times 10^{7}} jun/kilogram của than đá).

### Làm mát
Chất làm mát lò phản ứng hạt nhân—thường là nước nhưng đôi khi là khí hoặc kim loại lỏng (như natri lỏng) hoặc muối nóng chảy—được lưu thông qua lõi lò phản ứng để hấp thụ nhiệt mà nó tạo ra. Nhiệt được mang đi từ lò phản ứng và sau đó được sử dụng để tạo hơi nước. Hầu hết các hệ thống lò phản ứng sử dụng một hệ thống làm mát được tách biệt vật lý với nước sẽ được đun sôi để tạo ra hơi áp suất cho các tuabin, giống như lò phản ứng nước điều áp. Tuy nhiên, trong một số lò phản ứng, nước cho tua bin hơi được đun sôi trực tiếp bởi lõi lò phản ứng; ví dụ lò phản ứng nước sôi.

### Kiểm soát phản ứng
Việc điều khiển này được thực hiện bởi các thanh điều khiển chế tạo bằng vật liệu hấp thụ neutron như cadmi.
Khi số neutron trong lò tăng lên quá nhiều (k>1), người ta cho các thanh điều khiển ngập sâu vào khu vực chứa nhiên liệu phân hạch để hấp thụ neutron thừa. Năng lượng tỏa ra trong lò phản ứng sẽ không đổi theo thời gian.

### Điện năng
Năng lượng giải phóng trong quá trình phân hạch tạo ra nhiệt, một phần trong đó có thể được chuyển đổi thành năng lượng sử dụng được. Một phương pháp phổ biến nhằm khai thác năng lượng nhiệt này là sử dụng nó đun sôi nước, tạo ra hơi nước áp suất cao mà sau đó sẽ quay một tua bin hơi nước và tạo ra điện.

## Nhân viên trong nhà máy điện hạt nhân
Nhà máy điện hạt nhân thường sử dụng chỉ dưới một nghìn người mỗi lò phản ứng (bao gồm cả nhân viên bảo vệ và các kỹ sư).

## Các loại nhà máy điện hạt nhân
Cách phân loại
Lò phản ứng hạt nhân được phân loại theo một số phương pháp như sau:
- Phân loại theo mục đích sử dụng
- Phân loại theo chất làm chậm
- Phân loại theo năng lượng của neutron
- Phân loại theo công suất
- Phân loại theo thế hệ lò
- Phân loại theo loại hình phản ứng hạt nhân
- Phân loại theo chất điều tiết
- Phân loại theo chất làm mát

Nếu phân theo loại hình phản ứng thì chúng ta có 5 kiểu lò phản ứng hạt nhân:
1. Lò nước nhẹ
2. Lò nước nặng
3. Lò khí nhiệt độ cao
4. Hệ lò dùng máy gia tốc
5. Lò nơron nhanh

## Điều khiển và vận hành
Nhiên liệu phân hạch trong phần lớn các lò phản ứng là U235 hay Pu239.
Nhờ vào khả năng hấp thụ neutron tốt nên Bo được ứng dụng vào điều khiển và vận hành lò phản ứng hạt nhân để đưa lò về trạng thái cân bằng (k =1)
Có 2 cách điều khiển lò phản ứng hạt nhân: Điều khiển bằng dung dịch (axit Bo) và điều khiển bằng cơ học (Bằng chuyển động của các thanh điều khiển)
Điều khiển bằng dung dịch axit Bo là quá trình điều khiển lâu dài, chậm. Khi lò bắt đầu hoạt động thì nồng độ của Bo ở mức 9g/kg và tới cuối thời gian vận hành của nhà máy, nồng độ này dần tới 0.
Điều khiển cơ học bằng việc cho thanh điều khiển trong đó có chứa Bo chuyển động lên hoặc xuống vùng hoạt của lò phản ứng. Điều khiển này thường nhằm thay đổi nhanh chóng trạng thái của lò.
Thanh nhiên liệu của lò phản ứng hạt nhân được làm ở dạng dài bên ngoài được bọc kín bằng kim loại có nhiệt độ nóng chảy cao, bên trong là nhiên liệu. Nhiên liệu được làm thành các viên trụ rời nhau, ở giữa có 1 lỗ nhỏ. Ở đỉnh của thanh nhiên liệu có 1 khoang nhỏ nhằm chứa các sản phẩm khí sinh ra trong quá trình làm việc.
Ở các lò thế hệ sau hiện đại hơn như lò PWR-1200 thì trong thanh nhiên liệu còn có chứa thêm thành phần Cd, nó giúp lò hoạt động hiệu quả và an toàn hơn.
Chất làm mát (chất tản nhiệt) chạy xung quanh các thanh nhiên liệu lấy nhiệt và làm mát thanh nhiên liệu.
Chất làm chậm neutron cũng được sắp xếp xen kẽ thích hợp trong lò sao cho mỗi lần phân hạch bao giờ cũng có ít nhất một neutron tiếp tục gây ra một phân hạch khác., trong lò PWR thì chất làm mát, chất làm chậm đều là nước. Ở một số lò khác là graphit (than chì), nước nặng, beryli...
Trong một số tình huống cần dừng lò khẩn cấp thì thanh điều khiển được sập xuống tối đa, dung dịch axit Bo được bơm vào vùng hoạt của lò.
Khi lò bắt đầu hoạt động,thì số neutron tự sinh ra là rất ít, nó không đủ để gây ra phản ứng dây chuyền. Người ta đã dùng phản ứng của Heli để sinh ra những dòng Netron kích thích cho phản ứng dây chuyền.
Động năng của các mảnh phân hạch và neutron được biến đổi thành năng lượng nhiệt. Thành thử, lò phản ứng là một nguồn nhiệt khổng lồ có thể tạo ra những nhiệt độ rất cao. Nhiệt lượng tạo ra được một chất tải nhiệt tải đi theo các ống dẫn chạy qua vùng trung tâm lò (chất tải nhiệt có thể là nước, kim loại(Natri), hoặc khí(CO2), Chì,). Trong nhiều trường hợp người ta dùng nước là chất làm chậm, đồng thời làm chất tải nhiệt.